# Ісламська Республіка Афганістан
Ісламська Республіка Афганістан — колишня ісламська республіка, яка керувала більшістю території Афганістану в період між 2004 і 2021 роками під час війни в Афганістані. Була створена після вторгнення США в Афганістан, що повалило Ісламський Емірат Афганістан у 2001 році.
Навіть після падіння таліби тримали під контролем кілька районів країни, і війна тривала. Це увічнило проблемні записи прав людини та прав жінок в Афганістані з численними зловживаннями з боку обох сторін, такими як вбивства цивільного населення, викрадення людей та катування. Через велику залежність уряду від американської військової та економічної допомоги, деякі класифікували державу як «американську маріонетку».
Після виведення військ НАТО 2021 року, «Талібан» розпочав масштабний військовий наступ, у якому вони швидко повернули контроль над країною, оскільки Національна армія Афганістану швидко розпалася. Після того як таліби увійшли в Кабул, президент Афганістану Ашраф Гані покинув країну. Республіка де-факто припинила своє існування 19 серпня 2021 року, коли таліби проголосили про відновлення Ісламського Емірату.
Республіка була членом Організації Об'єднаних Націй, Організації ісламського співробітництва, Південно-Азійської асоціації регіонального співробітництва, Групи 77, Організації економічного співробітництва та Руху неприєднання.

## Історія
Після падіння режиму талібів була проголошена Ісламська Республіка Афганістан. У грудні 2001 року на Боннської конференції афганських політичних діячів Хамід Карзай був поставлений на чолі перехідної адміністрації Афганістану. У червні 2002 року Лойя-Джирга (Вища рада, до якого входять лідери всіх народів, племен і угруповань Афганістану) обрала його тимчасовим президентом країни. 2004 року була прийнята нова Конституція і проведені перші президентські вибори, на яких переміг Хамід Карзай.
20 серпня 2009 року в країні пройшли чергові президентські вибори, перемогу на яких знову здобув Хамід Карзай.
Главою держави 2014 року став Ашраф Гані.
Попри це, в країні як і раніше тривала громадянська війна, але вже за участю Міжнародних сил сприяння безпеці в Афганістані (ISAF).
Згідно з даними Thomson Reuters Foundation, що опублікував в січні 2019 року рейтинг найнебезпечніших для жінок країн світу, Афганістан займає другу позицію в списку держав з найбільшою кількістю ризиків для жінки в плані охорони здоров'я, доступу до економічних ресурсів, звичайному житті, сексуального насильства та торгівлі людьми.

### Ліквідація
Починаючи з 1 травня 2021 року у зв'язку з оголошенням про остаточний відхід американських військ з країни, бойовиками «Талібану» розпочато активну наступальну операцію проти урядових сил Афганістану. Уряд Афганістану почав стрімко втрачати контроль над територією країни. На початок серпня афганські таліби захопили та утримували 200 районних центрів з 417, а до середини серпня вже більшу частину територій Афганістану, включаючи 2/3 столиць провінцій.
15 серпня 2021 року «Талібан» оголосив про повне захоплення території Афганістану. Президент Афганістану Ашраф Гані погодився піти у відставку і втік з країни. Тимчасовий уряд очолить колишній міністр внутрішніх справ Афганістану Ахмад Джалалі.